# Liga Sérvia de Basquetebol (segunda divisão) de 2018-19
A Temporada 2018-19 da segunda divisão da Liga Sérvia foi a 13ª edição da competição secundária do basquetebol masculino da Sérvia segundo sua piramide estrutural. É organizada pela Košarkaškog Saveza Srbije (KSS) sob as normas da FIBA.

## Participantes
| Clube               | Cidade              | Arena                    | Capacidade |
| ------------------- | ------------------- | ------------------------ | ---------- |
| Radnički            | Kragujevac          | Jezero Hall              | 3,750      |
| Sloga               | Kraljevo            | Kraljevo Sports Hall     | 3,350      |
| Proleter Naftagas   | Zrenjanin           | Crystal Hall             | 3,000      |
| Pirot               | Pirot               | Pirot Kej Hall           | 835        |
| Napredak JKP        | Aleksinac           | Aleksinac Sports Hall    | 1,000      |
| Mladost SP          | Smederevska Palanka | Vuk Karadžić School Hall | 500        |
| Kolubara LA 2003    | Lazarevac           | SRC Kolubara Hall        | 1,700      |
| Konstantin          | Niš                 | Čair Sports Center       | 4,000      |
| Plana               | Velika Plana        | TSC Velika Plana         | 1,000      |
| Žarkovo             | Belgrade            | Žarkovo Sports Hall      | 800        |
| Zdravlje            | Leskovac            | SRC Dubočica             | 3,600      |
| Vrbas               | Vrbas               | CFK Drago Jovović        |            |
| Zemun Fitofarmacija | Belgrade            | Pinki Hall               | 5,000      |
| Rtanj               | Boljevac            | Boljevac Sports Hall     |            |

## Classificação
Segundo o regulamento da competição, as duas equipes melhor classificadas são promovidos para a KLS. Das mesma forma os quatro derradeiros na tabela abrem vagas para a ascensão de outras quatro equipes oriundas da divisão regional (1.MRL).
| Pos. | Clube               | J  | V  | D  | P  | PTS/OPTS  | +/-  | Classificação           |
| ---- | ------------------- | -- | -- | -- | -- | --------- | ---- | ----------------------- |
| 1.   | Kolubara LA 2003    | 26 | 21 | 5  | 47 | 2264/1965 | 299  | Promovidos para a KLS   |
| 2.   | Napredak JKP        | 26 | 21 | 5  | 47 | 2001/1768 | 233  | Promovidos para a KLS   |
| 3.   | Mladost SP          | 26 | 18 | 8  | 44 | 2130/1968 | 162  |                         |
| 4.   | Sloga               | 26 | 15 | 11 | 41 | 2031/2000 | 31   |                         |
| 5.   | Konstantin          | 26 | 15 | 11 | 41 | 2155/2030 | 125  |                         |
| 6.   | Pirot               | 26 | 14 | 12 | 40 | 2139/2078 | 61   |                         |
| 7.   | Zemun Fitofarmacija | 26 | 14 | 12 | 40 | 2008/1940 | 68   |                         |
| 8.   | Zdravlje            | 26 | 14 | 12 | 40 | 2069/1970 | 99   |                         |
| 9.   | Radnički            | 26 | 13 | 13 | 39 | 2227/2075 | 152  |                         |
| 10.  | Proleter Naftagas   | 26 | 12 | 14 | 38 | 2039/2029 | 10   |                         |
| 11.  | Vrbas               | 26 | 11 | 15 | 37 | 1804/2010 | -206 | Rebaixados para a 1.MRL |
| 12.  | Rtanj               | 26 | 9  | 17 | 35 | 1993/2085 | -92  | Rebaixados para a 1.MRL |
| 13.  | Žarkovo             | 26 | 5  | 21 | 31 | 1955/2269 | -314 | Rebaixados para a 1.MRL |
| 14.  | Plana               | 26 | 0  | 26 | 25 | 1638/2266 | -628 | Rebaixados para a 1.MRL |